# Steed Malbranque
Steed Malbranque (* 6. Januar 1980 in Mouscron) ist ein französischer ehemaliger Fußballspieler. Der Mittelfeldspieler war zwischen 2001 und 2011 in der englischen Premier League für den FC Fulham, Tottenham Hotspur und AFC Sunderland aktiv. Begonnen hatte er seine Laufbahn Mitte der 1990er-Jahre beim französischen Erstligisten Olympique Lyon.

## Karriere

### Ausbildung und erste Schritte in Frankreich (bis 2001)
Malbranque wurde im belgischen Mouscron geboren. Aus beruflichen Gründen zogen seine Eltern später nach Frankreich ins Département Ain nach Oyonnax. Beim dortigen US Oyonnax tätigte er seine ersten Schritte im organisierten Fußball, bevor es für ihn zu Beginn der 1990er-Jahre weiter nach Montpellier ging. Ab Mitte der 1990er war er Teil der Jugendabteilung von Olympique Lyon und die frühen Erfolge über den Gewinn der U-15-Meisterschaft, der Coupe Gambardella 1997 sowie den Titel bei den Reservemannschaften beförderten ihn zum Kapitän der französischen U-18-Nationalmannschaft. Ebenfalls im Jahr 1997 wurde der etwas klein gewachsene und stämmige Mittelfeldspieler in die erste Mannschaft von „OL“ geholt.
Er debütierte in der ersten Mannschaft am 21. Februar 1998 gegen den HSC Montpellier und nach nur einem weiteren Auftritt in der Saison 1997/98 erhielt er in der anschließenden Spielzeit 1998/99 nach dem Weggang von Reynald Pedros häufigere Bewährungschancen im Mittelfeld. Er bestritt dabei 21 Ligapartien und in den folgenden beiden Jahren etablierte er sich nicht nur auf heimischer Bühne, sondern auch besonders in der Saison 2000/01 in der Champions League mit zehn Einsätzen – darunter fanden seine Leistungen gegen den FC Arsenal und FC Bayern München große Beachtung. Im Mai 2001 gewann er darüber hinaus mit Lyon den französischen Ligapokal, wobei er im Finale jedoch nur auf der Ersatzbank saß. Im August 2001 zog es ihn schließlich nach England zum FC Fulham.

### FC Fulham (2001–2006)
Fulham war kurz zuvor in die Premier League aufgestiegen und der dort tätige französische Trainer Jean Tigana zahlte für Malbranque eine Ablösesumme in Höhe von fünf Millionen Pfund. Als Verbindungsglied im Mittelfeld mit dem Angriff, Ballverteiler und Spezialist für Standardsituationen führte er sich gut in die neue Umgebung ein. Dabei half auch, dass er über eine für den englischen Fußball notwendige Zweikampfhärte verfügte und sich mit zehn Pflichtspieltoren in seiner Debütsaison 2001/02 torgefährlich zeigte. Einen weiteren Nachweis diesbezüglich lieferte er in der Spielzeit 2002/03 mit neun Toren in sechs Spielen zur Jahreswende ab. Als „Herzstück“ des Mittelfeldspiels in Fulham war er in der Saison 2003/04 der einzige Spieler seines Klubs, der sämtliche Premier-League-Spiele absolvierte – trotz zunehmender gegnerischer Attacken. Mit gewachsener Reputation spielte er sich auch in den Fokus der französischen A-Nationalmannschaft, aber zwei Jahre nachdem er die U-21-Auswahl als Kapitän ins Finale der Europameisterschaft 2002 geführt hatte, berief ihn A-Nationaltrainer Jacques Santini zwar im März 2004 erstmals in den Kader, verzichtete jedoch auf ihn bei der anstehenden Euro 2004 in Portugal.
Nach einer Verletzungspause zu Beginn der Saison 2004/05 kehrte Malbranque Ende September 2004 ins Team zurück und am Ende eines mit 22 Ligaeinsätzen in der Startelf vergleichsweise mäßigen Jahrs zeigte er am vorletzten Spieltag gegen die Blackburn Rovers (3:1) mit zwei Toren die beste Leistung. Malbranques fünfte und letzte Saison in Fulham war von weniger Blessuren geprägt, aber trotz seiner konstanten Darbietungen blieb er in der französischen Auswahl unverändert unberücksichtigt – dies sollte im weiteren Verlauf seiner Laufbahn auch so bleiben; dazu kamen immer wieder Gedankenspiele auf, ihn für die belgische oder englische Nationalelf zu nominieren (ebenfalls ohne Ergebnis). Ende April 2006 steuerte er vor seinem Abschied im Sommer Tore zu Siegen gegen Wigan Athletic (1:0) und auswärts bei Manchester City (2:1) bei. Dass ihn Fulham in Richtung Tottenham Hotspur ziehen ließ, lag in besonderem Maße auch daran, dass Malbranques Vertrag nur noch eine einjährige Restlaufzeit aufwies und da man bezüglich einer Verlängerung nicht übereinkam, zog er für eine nicht näher genannte Ablösesumme nach Tottenham weiter – angeblich soll diese jedoch 2 bis 2,5 Millionen Pfund betragen haben.

### Tottenham & Sunderland (2006–2011)

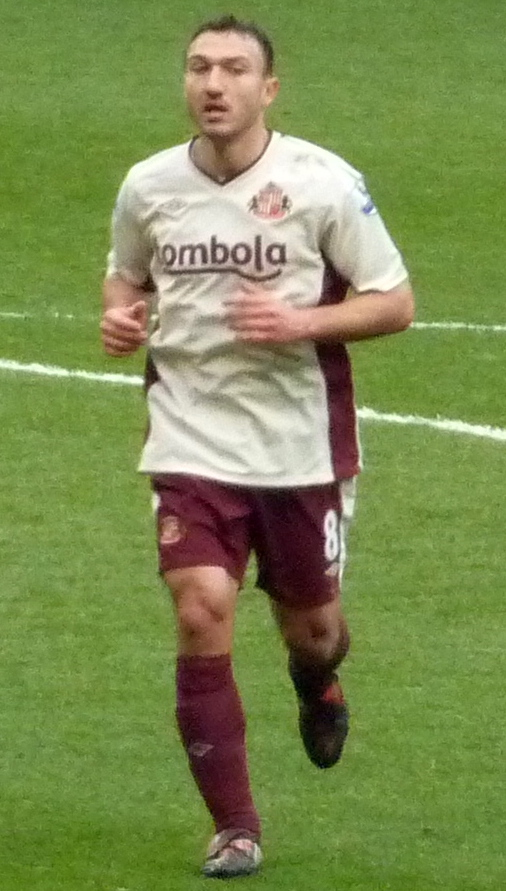
Steed Malbranque im Trikot des AFC Sunderland

Tottenham verpflichtete Malbranque in dem Bewusstsein, dass dieser verletzungsbedingt noch bis November 2006 zu pausieren hatte. Nach seinem Einstand wurde er dessen ungeachtet aufgrund seines Einsatzwillens, der Ballkontrolle und des guten Passspiels im Mittelfeld schnell zu einem der Publikumslieblinge. Insgesamt stand er im Verlauf seiner ersten Tottenham-Saison in 30 Pflichtspielen in der Startelf, dazu kamen elf Einwechslungen. Nicht weniger als 55 Pflichtpartien – davon 52 von Beginn an – absolvierte er für Tottenham in der Saison 2007/08. Dabei besetzte er zumeist die linke Seite, agierte aber bei Bedarf auch in „freier Position“ im Zentrum und dank seiner Zweikampfstärke half er oft dabei, in der Defensive entstandene „Löcher zu stopfen“. Im Februar 2008 stand er anlässlich des Endspiels des Ligapokals in der Startelf gegen den FC Chelsea, das Tottenham nach Verlängerung mit 2:1 gewann. Dabei war Malbranque nach 75 Minuten für Teemu Tainio beim Stand von 1:1 ausgewechselt worden. Gemeinsam mit Tainio und Pascal Chimbonda war er einer von drei Tottenham-Spielern, die sich im Sommer 2008 dem von Roy Keane trainierten AFC Sunderland anschlossen.
In der Hinrunde der Saison 2008/09 zeigte sich Malbranque in Sunderland formstark. Er bereitete zahlreiche Treffer vor (in der Assist-Tabelle belegte er zeitweise einen der vorderen Plätze), wovon besonders Djibril Cissé profitierte. Die Leistungen ließen aber gleichsam bei Malbranque und Sunderland im Allgemeinen in der Rückrunde rapide nach. Im März 2009 verlor er für drei Spiele seinen Stammplatz, bevor er in die Mannschaft zurückkehrte und seine beste Darbietung am letzten Spieltag gegen den FC Chelsea (2:3) ablieferte. Unter dem neuen Trainer Steve Bruce tat sich Malbranque auch in der Spielzeit 2009/10 lange auf der linken Seite und im Zentrum schwer, bevor er nach einer kurzzeitigen Pause als rechter Mittelfeldspieler mit dazu beitrug, dass zunächst eine Serie von vierzehn Ligapartien ohne Sieg endete und sich die Mannschaftsleistungen wieder stabilisierten. Nach einem dritten und letzten Jahr verabschiedete sich Malbranque nach insgesamt 112 Pflichtspielen und zwei Toren Anfang August 2011 aus Sunderland. Dabei soll die Entscheidung, mit Frau und Kindern nach Frankreich zurückzukehren, im Vordergrund gestanden haben. In Sunderland ließ man ihn trotz der noch einjährigen Vertragsrestlaufzeit ablösefrei gehen, weil dadurch das Gehalt des „Topverdieners“ eingespart wurde.

### Rückkehr nach Frankreich (seit 2011)
Ziel bei seiner Rückkehr war in Frankreich der Erstligist AS Saint-Étienne. Dort unterschrieb er einen Vertrag über zwei Jahre, aber nach nur knapp einen Monat löste Malbranque den Kontrakt mit Saint-Étienne in beiderseitigem Einvernehmen wieder auf.
Nach der plötzlichen Unterbrechung seiner Fußballerlaufbahn blieb er ein Jahr ohne vertragliche Bindung zu einem Verein, bevor er zu Beginn der Saison 2012/13 bei Olympique Lyon mittrainierte, um sich in Form zu halten. Am 4. August 2012 wurde er beim Freundschaftsspiel gegen den FC Porto als Ersatzmann in den Kader aufgenommen im Verlauf des Spiels auch eingewechselt. Der Verein gab am 25. August 2012 die Vertragsunterzeichnung des Spielers für eine Saison bekannt. Am vierten Spieltag kam es zur Rückkehr in die Ligue 1 gegen den FC Valenciennes. Am 4. November 2012 erzielte er sein erstes Saisontor gegen den SC Bastia per Elfmeter in der Nachspielzeit. Im Dezember 2012 verlängerte Lyon den Vertrag mit Malbranque bis zum Ende der Saison 2013/14.

## Titel/Auszeichnungen
- Englischer Ligapokal (1): 2008
- UEFA Intertoto Cup (1): 2002
- Französischer Ligapokal (1): 2001
- Coupe Gambardella (1): 1997